# Балдуин VI (Фландрия)
Балдуин VI Добрия (на френски: Baudouin VI de Flandre, Baudouin de Mons, Baudouin de Hasnon, Baudouin le bon; на немски: Balduin VI der Gute, Balduin von Mons; * 1030, † 17 юли 1070) е от 1051 г. като Балдуин I граф на Хенегау и от 1067 г. 8-и граф на Фландрия от Дом Фландрия.

## Произход и ранни години
Той е най-възрастният син на граф Балдуин V Благочестиви от Фландрия († 1 септември 1067) и Адела († 8 януари 1079), дъщеря на крал Робер II Благочестиви и Констанца Арлска и сестра на крал Анри I от Франция. Брат е на граф Роберт I Фризиец и Матилда, омъжена за Вилхелм Завоевателя.
Балдуин е изпратен от баща му за възпитание в двора на крал Хайнрих III, от когото през 1045 г. получава Марка Антверпен (Имперска Фландрия). През 1050 г. той трябва да се върне във Фландрия, след като баща му въстава против императора, което води до загубата на Антверпен.
През 1055 г. Балдуин се жени за Рихилда (* 1018, † 15 март 1086), вдовицата на графа на Хенегау Херман († ок. 1051).
През следващите години Балдуин помага на баща си в боевете против императора, който през 1054 г. навлиза във Фландрия. Боевете свършват през есента на 1056 г. с победа на Фландрия и със смъртта на императора. През декември той и баща му поздравяват на събранието в Кьолн новия император Хайнрих IV и така те спечелват Хенегау.

## Наследяване
Балдуин VI наследява баща си през 1067 г.
През 1070 г. Балдуин VI Фландърски умира и оставя само двама млади сина, и тяхната майка Рихилда поема регентството във Фландрия за синът им Арнулф III (* ок. 1055, † 22 февруари 1071). Против Рихилда се навдига по-малкият брат на Балдуин, Роберт I Фризиец, който побеждава в битката при Касал (на 22 февруари 1071) и убива Арнулф III. Рихилда бяга в Графство Хенегау, което успява да запази за нейния втори син Балдуин II (* ок. 1056, † 1098).
Директните наследници на Балдуин VI успяват да получат отново Фландрия едва през 1191 г.
- Балдуин VI и Рихилда

## Деца
Балдуин VI и Рихилда имат децата:
- Арнулф III Нещастния (* ок. 1055, † 22 февруари 1071), 9-и граф на Фландрия
- Балдуин II (* ок. 1056, † 1098), граф на Хенагау